# Nordin Ben Moh
Nordin Ben Moh né le 10 juin 1986 à Anvers en Belgique est un kick-boxeur belgo-marocain de poids moyens. En 2019, il remporte le titre international WFCA 2019.

## Biographie
Nordin Ben Moh naît à Anvers et grandit à Borgerhout.
En 2016, il remporte son premier combat sous Enfusion League face à Serginho Kanters.
En avril 2016, il écrit l'histoire du kickboxing K-1 lors du combat perdu face à Mohammed Jaraya. En 2017, il prend sa revanche et remporte son combat face à ce dernier.

## Palmarès
- 2019: Champion du monde WFCA[3]